# Дело «Союза освобождения Белоруссии»
Дело «Союза освобождения Белоруссии» (бел. Справа «Саюза вызвалення Беларусi», классич. бел. Справа «Саюзу вызваленьня Беларусі») — сфабрикованное ОГПУ в 1930—1931 годах в Белорусской ССР дело, фигурантом которого была несуществующая «националистическая контрреволюционная, антисоветская» организация «Саюз вызвалення Беларусi».

## Подготовка процесса
В мае — июне 1929 года Белорусскую ССР на протяжении 52 дней обследовала Центральная контрольная комиссия ВКП(б) во главе с В. П. Затонским. Эта комиссия также обследовала Украинскую ССР. 27 июня 1929 года Затонский прочитал на заседании ЦК КП(б)Б доклад, в котором раскритиковал почитание белорусским руководством сменовеховской белорусской интеллигенции, которая вернулась в Белоруссию при советской власти. Затонский указал, что в Белоруссии проводится линия на создание «крепкого хуторского, по сути кулацкого хозяйства».
В январе 1930 года первым секретарем КП(б)Б из Москвы приехал К. В. Гей, а с ним к исполнению обязанностей приступил новый председатель ГПУ Г. Я. Рапопорт, сменивший Р. А. Пилляра. Аресты начались в июне 1930 года и продолжались до осени.
Всего в тюремные застенки попало более ста представителей белорусской национальной интеллигенции. Часть арестованных отпустили, а по 86 начали следствие. На предварительном следствии полностью либо частично виновными признала себя половина арестованных, другая половина обвинения отклонила, заявив, что «в СВБ никогда не были и о его существовании узнали от следователей».
20-25 октября 1930 года проходил пленум ЦК КП(б)Б, сыгравший особую роль в судьбах белорусской национальной интеллигенции. Доклад К. В. Гея на пленуме «Об очередных задачах в нацполитике» предшествовал закрытому заседанию, которое началось сообщением председателя ГПУ БССР Г. Я. Раппопорта о раскрытии в республике контрреволюционной организации национальной интеллигенции в Наркомате просвещения, АН БССР, различных ВУЗах (в том числе БГУ) из нескольких сот человек под названием «Саюз вызвалення Беларусi» (СВБ) и о начале следствия по арестованным её членам. По данным следствия, начало деятельности относится к 1921 года, когда она называлась «Саюзам адраджэння Беларусi» (САБ), зарубежная организация сформировалась в 1922 году. Период накопления и расстановки сил в истории организации упрочился с возвращением в 1925—1926 годах из эмиграции большой группы национал-демократов и бывших министров Белорусской Народной Республики. По Раппопорту, организацией были охвачены «ответственные посты советской работы», «краеведческие секции», «все учебные заведения и печать». После двухдневного закрытого заседания Гей поставил вопрос о фактическом засекречивании материалов пленума даже от широких партийных масс.
С 30 ноября в прессе БССР началась широкая пропагандистская кампания по разоблачению «контрреволюционного СВБ», сопровождавшаяся в том числе коллективными письмами белорусских писателей с требованиями сурового наказания подследственным, а также «покаянными» письмами Я. Коласа, В. Игнатовского и Я. Купалы (написанное после попытки самоубийства и опубликованное последним).

## Осуждение
Тем не менее, несмотря на «выбивание» нужных признаний и показаний, массированную пропагандистско-разоблачительную кампанию по подготовке общественного мнения, организовать судебный процесс по типу суда над «СВУ» не удалось. 10 апреля 1931 года внесудебным постановлением Судебной коллегии ОГПУ за принадлежность к этой организации было осуждено 86 человек, среди них В. Игнатовский (покончил жизнь самоубийством в середине следствия), Д. Жилунович, В. Ластовский, А. Балицкий, Д. Прищепов, А. Е. Адамович, А. Ф. Адамович, Ф. Имшеник, И. Лёсик, А. Смолич, А. Цвикевич и другие. В ходе дела репрессиям подверглась националистически ориентированная часть белорусской интеллигенции.
В марте 1931 года Рапопорт отбыл из Белоруссии. В конце года республику покинул и Гей, вступив в должность секретаря Московского обкома ВКП(б).

## Реабилитация
В июне 1988 года судебная коллегия Верховного суда БССР отменила постановления коллегии ОГПУ от 18 марта и 10 апреля 1931 года, прекратив все дела осуждённых в связи с отсутствием в их действиях состава преступления. Месяц спустя КГБ БССР на запрос Института истории партии ответил: «Тщательным изучением архивных материалов не выявлено каких-либо документальных данных, свидетельствующих о достоверности существования Союза освобождения Белоруссии (Саюза вызвалення Беларусi)».

## Последствия
Дело «Союза освобождения Белоруссии» привело к фактическому прекращению белорусизации. По «Союзу освобождения Белоруссии» проходили три народных комиссара Белорусской ССР.
Членов «Союза освобождения Белоруссии» обвинили в дерусификации и полонизации белорусского языка. В частности, арестованный нарком А. В. Балицкий показал ОГПУ, что курсы белорусоведения были якобы созданы по совету «Союза освобождения Белоруссии» и были «настоящей школой подготовки национал-демократических пропагандистов и агитаторов». Арестованный нарком А. Ф. Адамович обвинялся в том, что проводил «активную белорусизацию восточных районов, например, проводил стремительную белорусизацию Калининского округа».
Кандидат исторических наук К. С. Дроздов отметил, что проведенные после доклада Затонского репрессии против белорусских национал-коммунистов привели к тому, что после их устранения белорусизация стала проводиться формально.